# نزع النيتروجين

دورة النيتروجين.

نزع النيتروجين أو سَلْم النترجة أو عكس النترجة هو عملية إرجاع النترات بمساعدة الميكروبات (تؤديها مجموعة كبيرة من البكتيريا اللاهوائية الاختيارية غيرية التغذية) والتي يمكنها أن تنتج في النهاية نيتروجين جزيئي (N2) عن طريق سلسلة وسيطة من النواتج الغازية من أكاسيد الآزوت. ترجع هذه العملية التنفسية أكاسيد الآزوت كنتيجة لأكسدة مانح إلكترون مثل مادة عضوية. تشمل مستقبلات الإلكترون مرتبة حسب تفضيلها الديناميكي الحراري من الأكثر إلى الأقل: النترات (NO3−)، النتريت (NO2−)، أحادي أكسيد النيتروجين (NO)، أكسيد النيتروس (N2O) والتي تعطي بالنهاية ثنائي النيتروجين (N2) مكملة بذلك دورة النيتروجين. تتطلب ميكروبات نزع النيتروجين تراكيز منخفضة جداً من الأكسيجين أقل من 10%، إضافة إلى الكربون العضوي للطاقة. يمكن استخدام نزع النيتروجين لمعالجة مياه الصرف الصحي وفضلات الحيوانات ذات محتوى النيتروجين المرتفع، كونها تحد من تسرب NO3 إلى المياه الجوفية. كما يسمح نزع النيتروجين بإنتاج N2O، وهو من غازات الدفيئة التي تساهم بشكل ملحوظ في ارتفاع حرارة الأرض.
تتم العملية بشكل أساسي عن طريق بكتيريا غيرية التغذية (مثل Paracoccus denitrificans وعدة أنواع من الزوافات)، تمَثل نازعات النيتروجين في كل مجموعة في علم الوراثة العرقي. وتشارك عدة أنواع من البكتيريا في عملية الإرجاع الكامل للنترات إلى نيتروجين جزيئي، حيث تم التعرف على أكثر من مسار استقلابي في عملية الإرجاع.
تعرف عملية الإرجاع المباشر للنترات إلى أمونيوم باسم إرجاع النترات إلى أمونيوم عن طريق التمثل العكسي (بالإنجليزية: dissimilatory nitrate reduction to ammonium أو DNRA)‏، وهي ممكنة عند الأحياء التي تملك جين-nrf، ولكنها أقل شيوعاً من عملية نزع النيتروجين في معظم الأنظمة الطبيعية التي يتم فيها إرجاع النترات. تملك أنواع أخرى من الأحياء الميكروبية التي تقوم بعملية الإرجاع جينات (nir: nitrite reductase) و (nos: nitrous oxide reductase) وغيرها؛ ومن بين الأحياء التي تملك هذاه الجينات Alcaligenes faecalis و Alcaligenes xylosoxidans و Bradyrhizobium japonicum و Blastobacter denitrificans وكثير من الزوافات.

## محددات التغذية
تتطلب كافة الأحياء توافر مواد مغذية في محيطها لضمان بقائها. وغالباً ما يكون النيتروجين هو عامل التغذية المحدد للنمو، يأتي بعده الفوسفور كعامل رئيسي آخر ويتفاعل هذين العاملين كيميائياً. يمكن لبعض الأحياء نزع النيتروجين والفوسفور. الرابطة الثلاثية في N2 تجعله شديد الاستقرار؛ لذا تعتمد معظم الأحياء (كالنباتات) على بعضها لتكسير هذه الرابطة وتحويلها إلى شكل يمكن الاستفادة منه في التفاعلات الحيوية. انظر النترجة. العلاقة التعايشية بين أنواع المستجذرات و البقل موثقة بشكل جيد.

## الشروط المطلوبة
تخضع عملية نزع النيتروجين إلى شروط خاصة في الأنظمة البيئية البحرية والبرية. وبشكل عام فإنها تحدث عندما يستنفذ الأكسيجين؛ فهو مستقبل إلكترون مفضل طاقياً، وتتنفس البكتيريا النترات كمستقبل إلكترون بديل طرفي. بسبب وفرة تراكيز عالية من الأكسيجين في الغلاف الجوي فإنها تحدث فقط في البيئات التي ينقص فيها الأكسيجين، حيث يكون استهلاك الأكسيجين أكبر من تزويده وحيث تتواجد كميات كافية من النترات. هذه البيئات تشمل أتربة محددة و المياه الجوفية، و المناطق الرطبة و خزانات الزيت والزوايا سيئة التهوية من المحيط ورواسب قعر البحر.
يتم نزع النيتروجين بشكل عام عن طريق مزيج من الأشكال الوسيطة التالي:
NO3− → NO2− → NO + N2O → N2 (غاز)
يمكن التعبير عن العملية الكاملة لنزع النيتروجين كتفاعل إرجاع:
2 NO3− + 10 e− + 12 H+ → N2 + 6 H2O
يبدي التفاعل تجزئة في تركيب النظائر. حيث يفضل هذا التفاعل نظائر النيتروجين الأخف، تاركاًَ النظائر الأثقل في المادة المتبقية. يمكن أن تعطي العملية قيم-دلتا تصل إلى -40، حيث تمثل دلتا الفرق بين تركيب النظائر. ويمكن استخدامه لتمييز عمليات نزع النيتروجين في الطبيعة.

## الاستخدام المتعمد للعملية
يستخدم نزع النيتروجين بشكل شائع في إزالة النيتروجين من الصرف الصحي ومياه الصرف المحلي. وهي عملية مفيدة في المناطق الرطبة وعلى الضفاف لإزالة الزائد من النترات في المياه الجوفية الناجمة عن الاستخدام الزراعي أو السكني المفرط للأسمدة.
يمكن أن يتم التفاعل في ظروف نقص الأكسيجين عن طريق عملية تدعى الأكسدة اللاهوائية للأمونيا (بالإنجليزية: anammox)‏:
NH4+ + NO2− → N2 + 2 H2O
تضاف كميات قليلة من الميثانول أو الإيثانول أو الخلات أو الجليسرول أو بعض المنتجات ذات الملكية الخاصة (ماركة مسجلة) في بعض معامل معالجة مياه الصرف لتوفير مصدر للكربون لبكتيريا نزع النيتروجين. كما تستخدم عملية نزع النيتروجين في معالجة النفايات الصناعية.

## أثرها على تغير المناخ العالمي
تؤثر زيادة معدلات ثنائي أكسيد الكربون في الغلاف الجوي على دورة التغذية، لكن يصعب التنبؤ بهذه الآثار. ستتأثر التفاعلات الكيميائية بين التربة والجو بتغير التركيبة الجوية. هناك دلائل تشير إلى أن زيادة تسميد التربة تؤدي إلى التقليل من احتباس الكربون.
لقد تبين أن الجداول والأنهار التي تصلها كميات من النيتروجين الناجمة عن استخدام الأراضي السكنية والزراعية هي مصدر هام من مصادر أكسيد النيتروس في الغلاف الجوي.